# História da Rússia Soviética e da União Soviética (1917-1927)
A História da União Soviética tem suas raízes na Revolução Russa de 1917. Os bolcheviques, liderados por Vladimir Lenin, surgem como a principal força política na capital do antigo Império Russo, mas teve de lutar numa Guerra Civil longa e sangrenta contra os brancos anticomunistas. Os bolcheviques, conhecidos como o Partido Comunista Russo (bolchevique), e seu Exército Vermelho venceram a Guerra Civil Russa. Desde que os territórios do antigo Império Russo surgiram a República Socialista Federativa Soviética da Rússia, juntamente com a Ucraniana, a Bielorrussa, a República Socialista Federativa Soviética da Transcaucásia, repúblicas que acabaram por se unir para formar a União das Repúblicas Socialistas Soviéticas.

## Revoluções de 1917

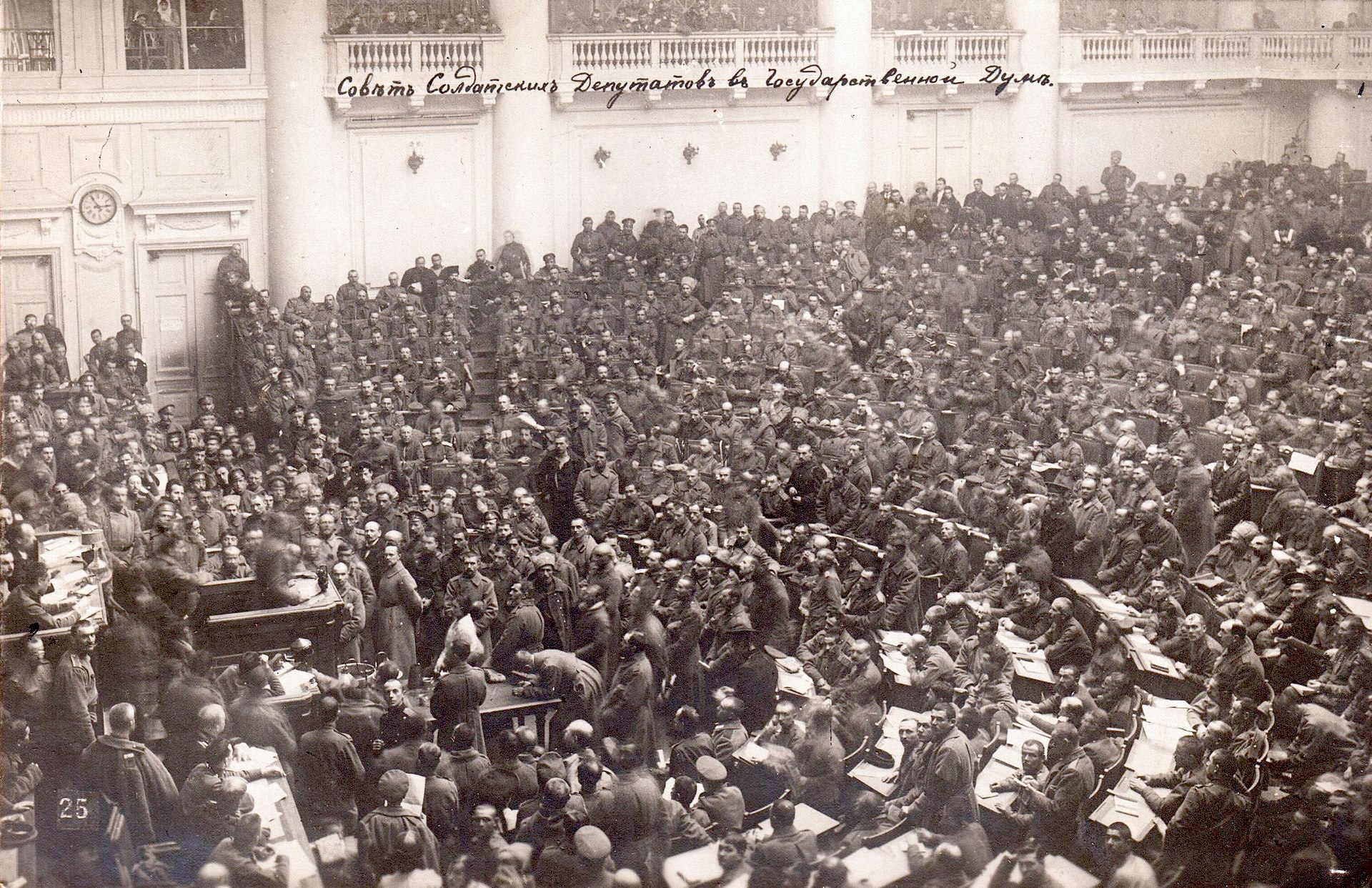
O Soviete de Petrogrado em 1917

Durante a Primeira Guerra Mundial, a Rússia czarista experimentou a fome e o colapso econômico. Desmoralizado, o exército russo sofreu graves reveses militares e muitos soldados desertaram das frentes de batalha. A insatisfação com a monarquia e sua política de continuar na guerra cresceu. O Czar Nicolau II abdicou em fevereiro de 1917, após agitação generalizada em Petrogrado.
Instalou-se um governo provisório liderado pelo príncipe Georgy Lvov, depois por Alexander Kerensky, mas manteve-se comprometido com a guerra, já que fazia parte da Tríplice Entente, apesar dos apelos generalizados de algumas forças políticas da Rússia para se buscar uma solução pacífica. O governo interino também adiou a aprovação da reforma agrária exigida pelos camponeses, que representavam mais de oitenta por cento da população.
Entre os militares, motins e deserções eram difundidos pelos recrutas. Os intelectuais estavam insatisfeitos com o ritmo lento das reformas. A pobreza agravava-se e as disparidades de renda e as desigualdades cresciam, ao passo que o governo provisório tornava-se mais e mais autocrático e parecia prestes a sucumbir a uma junta militar. As condições em áreas urbanas foram um terreno fértil para a revolução.

Poster propagandístico com a figura de Lenin. A legenda em russo: Lenin viveu, Lenin vive, Lenin viverá!

Entre fevereiro e outubro de 1917, o poder do governo provisório foi consistentemente questionado. Um sistema de "dualidade de poderes" surgiu, mas com o Governo Provisório Russo, no poder nominal, cada vez mais encontra a oposição do Soviete de Petrogrado, controlado pelos mencheviques e os esquerdistas, ambos partidos socialistas politicamente à direita dos bolcheviques. O Soviete decidiu não forçar mais mudanças no governo por causa de sua crença de que a Revolução de Fevereiro foi uma revolução democrática burguesa na Rússia, que seria responsável pela implementação de reformas democráticas e, por sua vez levariam a uma revolução proletária. No entanto, seguiu sendo um órgão extremamente poderoso.
Os fracassos nas ofensivas militares no verão de 1917 e os protestos na capital levaram as tropas a se colocarem nas cidades até o final de agosto para restaurar a ordem. Em vez de forçar a paz, porém, juntaram-se aos amotinados e o governo e os militares caíram em desgraça. Durante este tempo, o apoio do Partido Bolchevique foi crescendo e um dos seus protagonistas, Leon Trotsky é eleito presidente do Soviete de Petrogrado, que também foi diretamente responsável pela defesa da cidade e, portanto, pelas forças militares da cidade .
Em 24 de outubro o Governo Provisório moveu-se contra os bolcheviques, prendendo ativistas e destruindo materiais de propaganda. Os bolcheviques foram capazes de apresentar isso como um ataque contra os Sovietes e ao Povo, e chefiaram o Governo Provisório, assumindo o controle em 25 de Outubro. Os mencheviques e os socialistas-revolucionários de direita, irritados com os atos em nome dos Sovietes, deixaram o órgão, deixando-o no controle dos bolcheviques e outros revolucionários socialistas de esquerda. Em 25 outubro de 1917, foi estabelecido o Sovnarkom para ser formalizado pela Constituição russa de 1918 como o braço administrativo do Congresso dos Sovietes, em 6 de janeiro de 1918, o VTsIK ratificado pelos bolcheviques dissolveu a democraticamente eleita Assembleia Constituinte Russa, que visava estabelecer uma República Federal Democrática Russa não-bolchevique da forma de um governo permanente estabelecido em sua sessão de Petrogrado entre 5-6 em 1917.

## Guerra Civil Russa

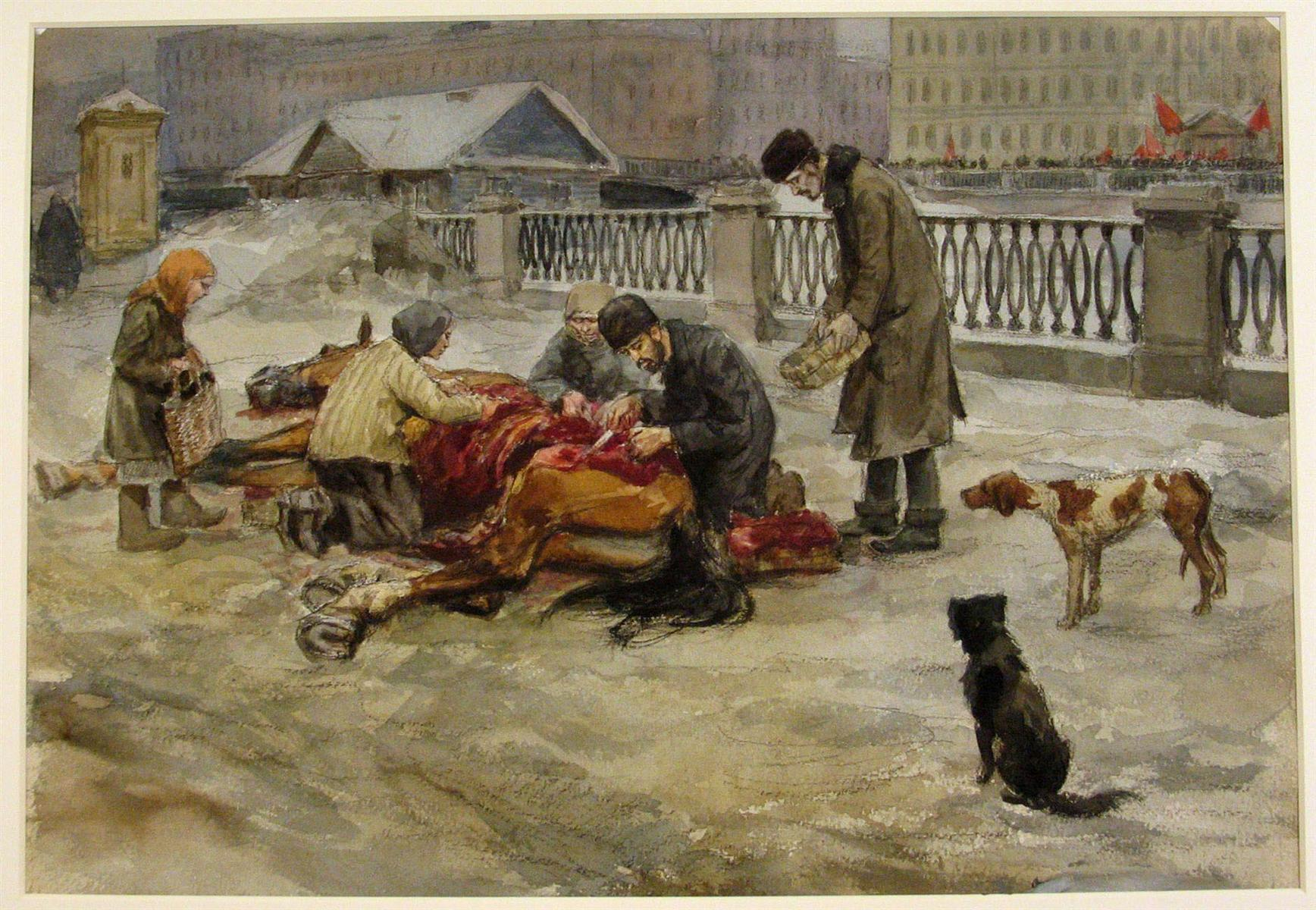
Uma das diversas pinturas do artista Ivan Vladimirov sobre a Revolução Russa e suas consequências.

Antes da revolução, a doutrina bolchevique do centralismo democrático argumentou que apenas uma organização fortemente unida e secreta conseguiria derrubar o governo, após a revolução, argumentaram que somente uma organização poderia prevalecer contra os inimigos estrangeiros e domésticos. A luta contra a guerra civil fez a força do partido para aplicar estes princípios.
Argumentando que a revolução não necessita de uma mera organização parlamentar, mas um partido de ação que servirá como órgão científico de direção, uma vanguarda de ativistas, e uma autoridade de controle central, o décimo Congresso do Partido proibiu facções dentro do partido, destina-se inicialmente apenas como uma medida temporária após o choque da Revolta de Kronstadt. Também foi afirmado que o partido deveria ser um corpo de elite de revolucionários profissionais dedicando suas vidas à causa e à execução das suas decisões com uma disciplina de ferro, assim fazendo progressos colocando militantes fiéis que estariam no comando das instituições políticas novas e antigas, unidades do exército, fábricas, hospitais, universidades e fornecedores de alimentos. Neste contexto, o sistema de nomeação evoluiu e tornou-se prática corrente.
Em teoria, este sistema seria democrático já que todos os órgãos do partido principal seriam eleitos a partir de baixo, mas também os órgãos centrais inferiores seriam responsáveis pelo aumento das organizações. Na prática, o "centralismo democrático" era centralizado, com as decisões dos órgãos superiores obrigatórios para os inferiores, e a composição dos órgãos inferiores em grande parte determinado pelos membros superiores. Ao longo do tempo, os quadros do partido iriam se tornando cada vez mais ambiciosos e profissionais. Os membros do Partido exigiriam exames, cursos especiais, acampamentos especiais, escolas, e as nomeações de três membros existentes.
Em dezembro de 1917, a Cheka foi fundada como a primeira força de segurança interna dos bolcheviques. Mais tarde mudaria seu nome para GPU, OGPU, MVD, NKVD e, finalmente, KGB. Durante a Guerra Civil, a 5 de setembro de 1918, a Cheka foi responsável pela orientação restante do regime czarista, opondo aos partidos de esquerda como os social-revolucionários e outros grupos antibolchevique como os cossacos, a política de terror vermelho.

## Guerra polaco-soviética

As perdas de território russo estabelecido em 1918, devido ao Tratado de Brest-Litovsk.

As fronteiras entre a Polônia, que estabeleceu um governo independente instável após a Primeira Guerra Mundial, e o antigo império czarista, era caótica com as repercussões da revolução russa e da guerra civil. Józef Pilsudski na Polônia espera uma nova federação (Międzymorze), formando um bloco liderado pela Polônia e a Europa Oriental para formar uma barreira contra a Rússia e a Alemanha, enquanto o RSFSR prevê levar a revolução para o Oeste pela força. Quando Piłsudski deu um golpe militar na Ucrânia em 1920, foi recebido por uma ofensiva conduzida pelo Exército Vermelho em território polaco quase a Varsóvia. No entanto, Piłsudski parou o avanço soviético na Batalha de Varsóvia, e retomou a ofensiva. A "Paz de Riga", assinada no começo de 1921 dividiu o território da Bielorrússia e da Ucrânia entre a Polônia e a Rússia Soviética.

## A criação da União Soviética
Em 29 de dezembro de 1922 na Conferência Plenipotenciária das Delegações da República Socialista Federativa Soviética da Rússia, a República Socialista Federativa Soviética Transcaucasiana, a RSS da Ucrânia e a RSS da Bielorrússia aprovaram a URSS e a Declaração de Criação da URSS, que formou a União das Repúblicas Socialistas Soviéticas. Estes dois documentos foram confirmados pelo 1º Congresso dos Sovietes da URSS e assinado pelos chefes de delegação, Mikhail Kalinin, Mikha Tskhakaya, Mikhail Frunze, Grigori Petrovski e Aleksandr Chervyakov, respectivamente, em 30 de dezembro de 1922.
As repúblicas soviéticas que assinaram o Tratado da União foram (as bandeiras e os escudos abaixo são os de 1922):

## Nova Política Econômica

Moedas soviéticas de 1924

Durante a Guerra Civil Russa (1917-1921), os bolcheviques adotaram o comunismo de guerra, o que resultou na desintegração de grandes latifúndios e a apreensão forçada de excedentes agrícolas. A Revolta de Kronstadt assinalou a crescente impopularidade do comunismo de guerra no campo: em março de 1921, no final da guerra civil, marinheiros desiludidos, principalmente os camponeses que tinham inicialmente sido leais defensores dos bolcheviques no governo provisório, rebelaram-se contra o novo regime. Embora o Exército Vermelho, liderado por Leon Trotsky, que atravessou o congelado Mar Báltico, rapidamente esmagasse a revolta, este sinal de descontentamento crescente obrigou o partido a promover uma ampla aliança da classe operária e do campesinato (oitenta por cento do população), apesar da facção de esquerda do partido preferir um sistema que representasse exclusivamente os interesses do proletariado revolucionário. No X Congresso do Partido decidiu-se acabar com o comunismo de guerra e introduzir a Nova Política Econômica (NEP), na qual o Estado permitiu a existência de um mercado limitado. Pequenas empresas privadas foram autorizadas e as restrições à atividade política foi um pouco aliviada.
No entanto, o passo fundamental envolveu o caso dos excedentes agrícolas. Ao invés de simplesmente requisitar os excedentes agrícolas para alimentar a população urbana (a marca do comunismo de guerra), a NEP permitiu que os camponeses a vendessem os seus excedentes no mercado aberto. Enquanto isso, o Estado ainda manteria a propriedade estatal do que Lenin considerou os "comandantes" da economia: a indústria pesada, como o carvão, ferro e setores metalúrgicos, bancários e componentes da economia financeira. Sob a NEP, as indústrias estatais teriam uma grande liberdade para tomar suas próprias decisões econômicas.
A NEP soviética (1921-1929) foi essencialmente um período de socialismo de mercado "Dengista" com reformas semelhantes a China comunista depois de 1978, que em previa um papel tanto para empreendedores privados e mercados limitados com base no comércio e preços ao invés de um planejamento completamente centralizado (economia planificada). Como um à parte interessante, durante a primeira reunião no início de 1980 entre Deng Xiaoping e Armand Hammer, um  industrial norte-americano e um dos investidores proeminentes na União Soviética de Lenin, Deng pressionou Hammer para obter o máximo de informações possíveis sobre a NEP.
Durante o período da NEP, não somente a produção agrícola recuperou os níveis alcançados antes da revolução bolchevique, mas melhorou muito. A desintegração das propriedades quasi-feudal desembarcadas no campo da era czarista foi seu maior incentivo para os agricultores sempre maximizar a produção. Agora a possibilidade de vender os seus excedentes no mercado aberto, os gastos dos agricultores deram um impulso para os setores industriais em áreas urbanas. Como resultado da NEP, e a desintegração de grandes latifundiários, enquanto o Partido Comunista consolidou o poder entre 1917-1921, a União Soviética se tornou o maior produtor mundial de grãos.

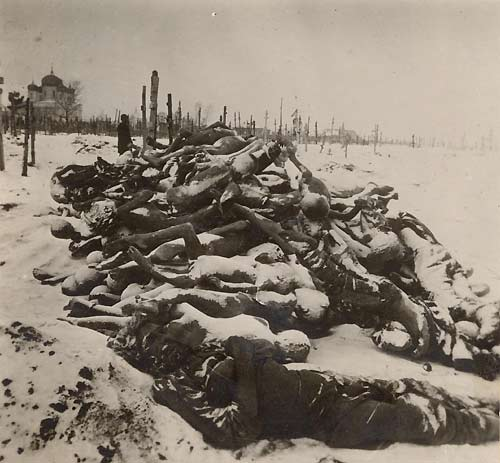
Cadáveres das vítimas da fome russa de 1921 em Buzuluk a poucos quilômetros de Saratov.

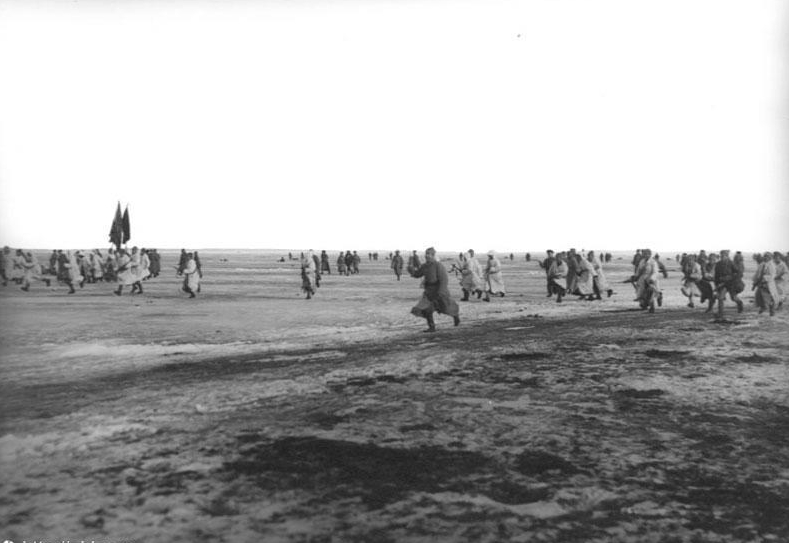
Tropas do Exército Vermelho disparando contra agricultores e os opositores do comunismo nas águas geladas do Mar Báltico durante a revolta de Kronstadt, março de 1921.

A agricultura, no entanto, recuperou-se da guerra civil mais rápido do que a indústria pesada. Fábricas, gravemente danificadas pela guerra civil e a depreciação do capital, eram muito menos produtivas. Além disso, a organização das empresas em fundos de investimento ou sindicatos que representam um determinado setor da economia pode contribuir para os desequilíbrios entre oferta e demanda associadas com os monopólios. Devido à falta de incentivos apresentados pela concorrência no mercado, e com pouco ou nenhum controle do Estado sobre as suas políticas internas, trustes poderiam vender seus produtos a preços mais elevados.
A lenta recuperação da indústria colocaria alguns problemas para os agricultores, que representam oitenta por cento da população. Desde que a agricultura foi relativamente mais produtiva em relação os índices de preços dos produtos industriais foram superiores aos dos produtos agrícolas. O resultado foi aquilo que Trotsky considerou a "Crise das Tesouras" por causa da forma de tesoura do gráfico que representa as mudanças nos índices de preços relativos. Em suma, os agricultores têm que produzir mais grãos para comprar bens de consumo em áreas urbanas. Como resultado, alguns agricultores detêm os excedentes agrícolas na expectativa de preços mais elevados, contribuindo para a escassez leve nas cidades. Isto, naturalmente, é o comportamento do mercado especulativo, que foi desaprovado por muitos dirigentes do Partido Comunista, que consideravam a exploração dos consumidores urbanos.
Enquanto isso, o Partido tomou medidas construtivas para combater a crise, tentando baixar os preços para os bens manufaturados e estabilizando a inflação através da imposição de controles de preços sobre os principais produtos industriais e rompendo relações de trustes com vista a aumentar eficiência econômica.

## A morte de Lenin e a disputa pelo poder

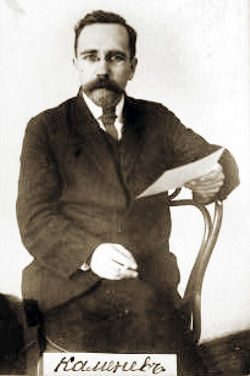
Lev Kamenev

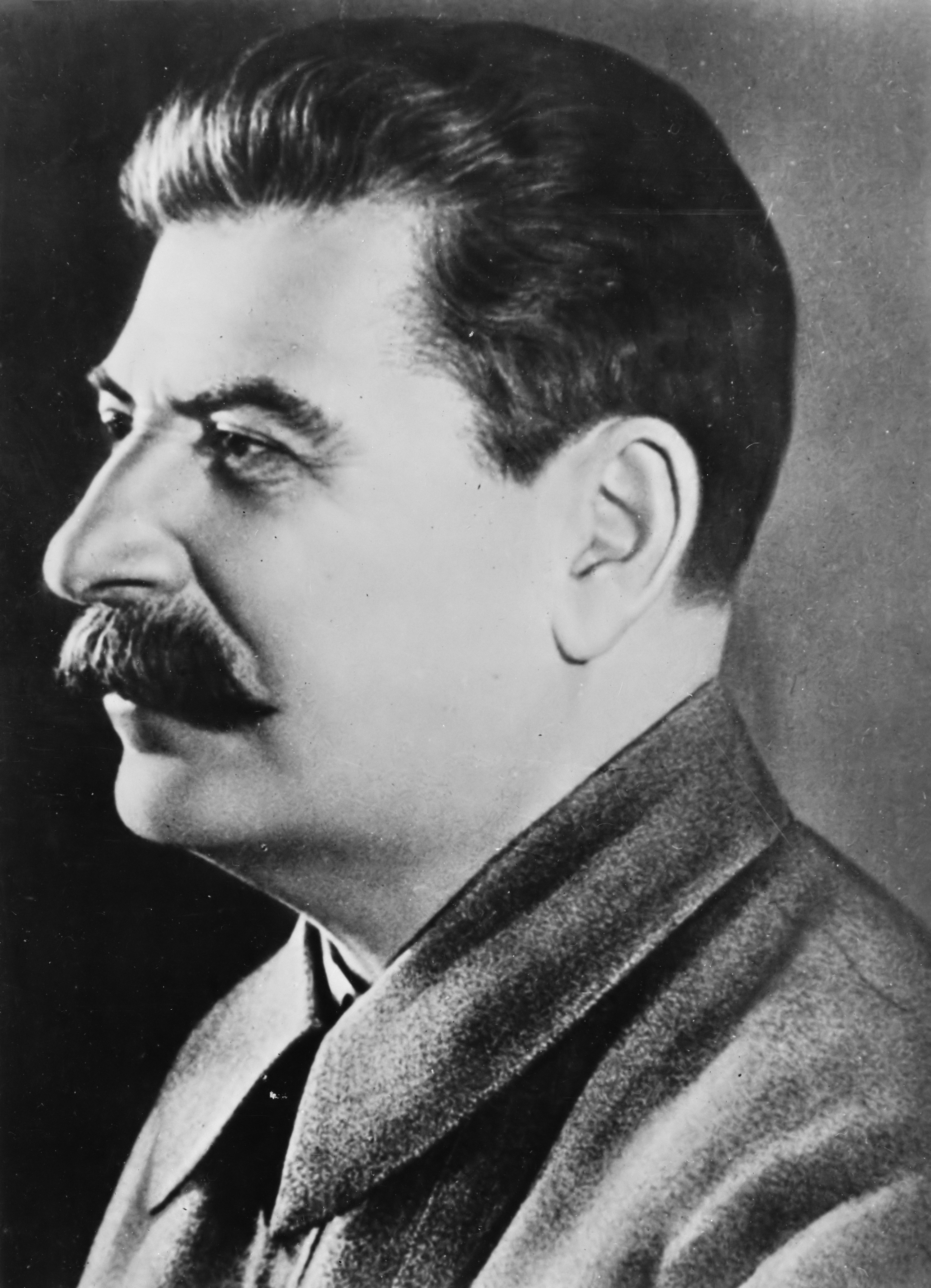
Josef Stalin

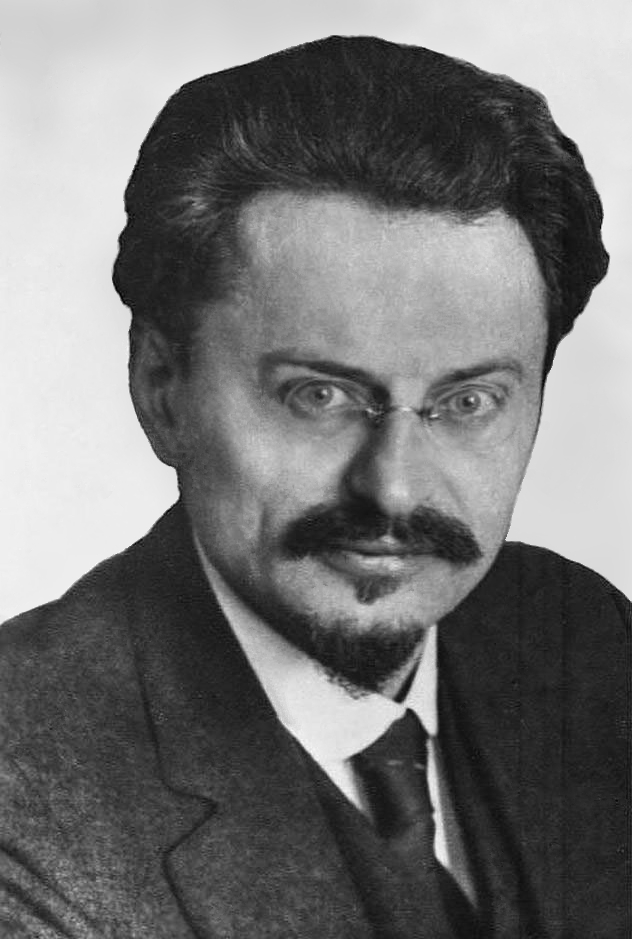
León Trotsky

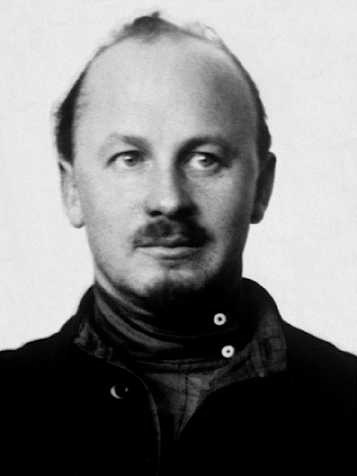
Nikolai Bukharin

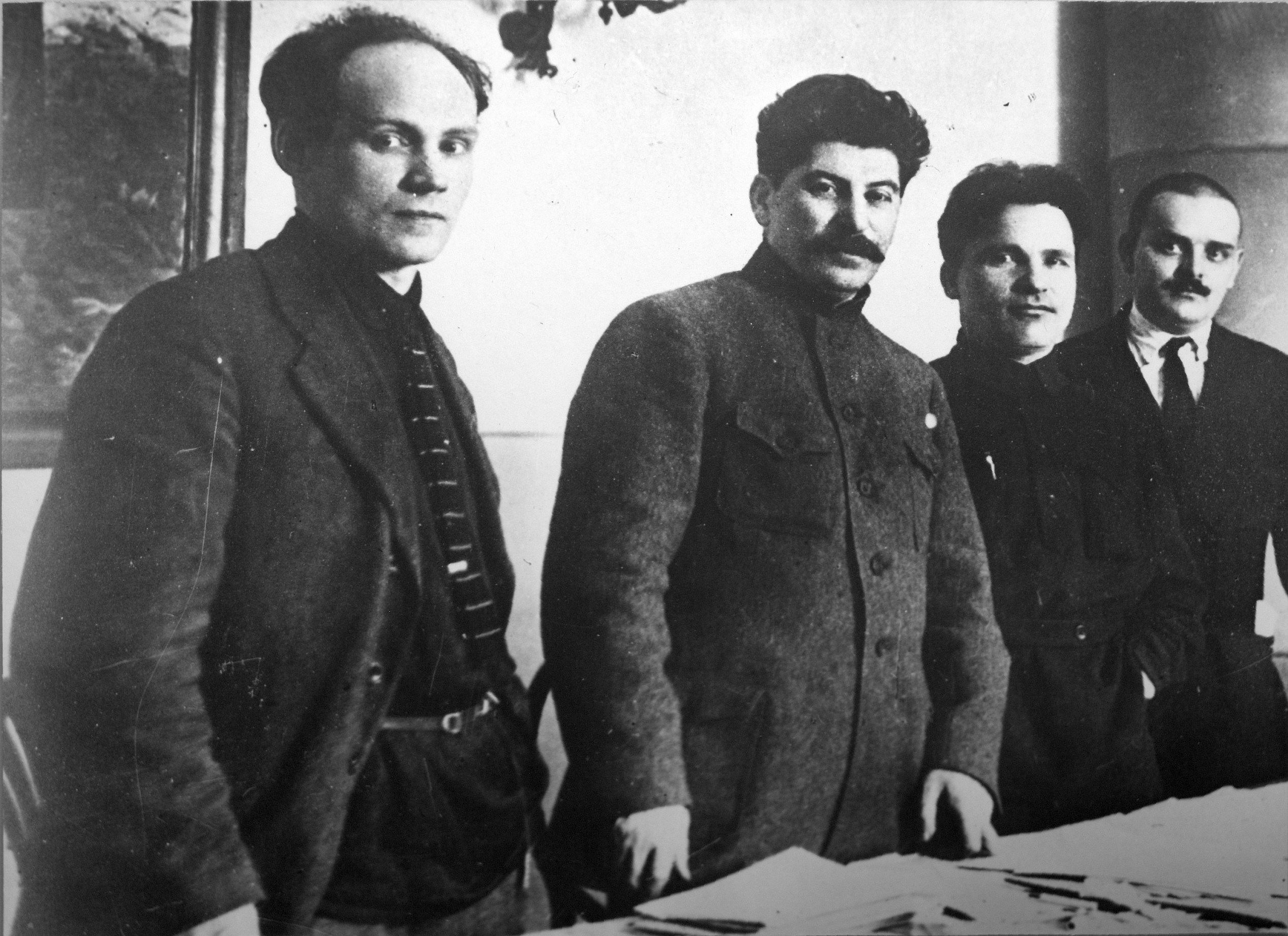
Josef Stalin, segundo à esquerda, durante o confronto com Zinoviev, Leningrado, 1925

Como resultado da doença de Lenin, a posição de secretário-geral se tornou mais importante do que inicialmente havia previsto e ampliou o poder de Stalin. Após o terceiro derrame de Lenin, uma troika composta por Stalin, Zinoviev e Kamenev veio a tomar a liderança do dia a dia do partido e do país, e tentar bloquear Trotsky de tomar o poder. Lenin, no entanto, cada vez mais inquieto devido a Stalin e, depois de seu acidente vascular cerebral em dezembro de 1922, enviou uma carta ao partido criticando e pedindo o seu afastamento como secretário geral. Stalin tinha conhecimento do Testamento de Lenin e agiu para manter Lenin em isolamento por motivos de saúde e aumentar seu controle sobre o aparato partidário.
Zinoviev e Bukharin estavam preocupados com o aumento do poder de Stalin e sugeriram ao Orgburo que Stalin conduziu a repressão política e que Zinoviev e Trótski fossem adicionados ao secretariado do partido o que irá reduzir o papel de Stalin como secretário geral. Stalin reagiu com fúria e o Orgburo foi mantido, mas Bukharin, Trotsky e Zinoviev foram acrescentados ao órgão.
Devido às crescentes divergências políticas com Trotsky e sua Oposição de Esquerda, no outono de 1923, a troika de Stalin, Zinoviev e Kamenev se reuniu. No XII Congresso do Partido Comunista em 1923, Trotsky não usou o Testamento de Lenin como uma ferramenta contra Stalin, por medo de comprometer a estabilidade do partido.
Lenin morreu em janeiro de 1924 e em maio seu testamento foi lido em voz alta no Comitê Central, entretanto Zinoviev e Kamenev, argumentaram que as objeções que Lenin tinha revelaram-se infundadas e que Stalin deveria permanecer secretário-geral. O Comité Central decidiu não publicar o testamento.
Enquanto isso, a campanha contra Trotsky se intensificou e este foi removido do cargo de Comissário do Povo para a Guerra antes do fim do ano. Em 1925, Trotsky foi denunciado por seus Ensaios de Outubro, em que criticava Zinoviev e Kamenev que inicialmente foram contra os planos de Lenin para uma insurreição em 1917. Trotsky também foi criticado por sua teoria da revolução permanente, que contradiz a posição de Stalin do "socialismo em um só país" (que afirma o socialismo poderia ser construído em um país, a Rússia, sem uma revolução mundial). Como as perspectivas para a revolução na Europa, especialmente na Alemanha, tornaram-se cada vez mais fracas na década de 1920, a posição teórica de Trotsky começou a olhar cada vez mais pessimistas quanto ao sucesso que o socialismo russo significava.
Com a demissão de Trotsky como comissário de guerra a unidade da troika começou a ruir. Zinoviev e Kamenev novamente começaram a temer o poder de Stalin e sentiam que as suas posições estavam ameaçadas. Stalin mudou-se para formar uma aliança com Bukharin e seus aliados de direita do partido que apoiava a Nova Política Econômica e incentivava um abrandamento nos esforços da industrialização e uma tendência para incentivar os agricultores a aumentar a produção através de incentivos do mercado. Zinoviev e Kamenev denunciaram esta política como um retorno ao capitalismo. O conflito eclodiu no XIV Congresso do Partido, realizado em 1925, com Zinoviev e Kamenev agora protestando contra a política ditatorial de Stalin e tentando reavivar a questão do Testamento de Lenin que já tinha sido encerrada. Stalin utiliza críticas anteriores de Trotsky a Zinoviev e Kamenev que são derrotas e rebaixados, e trazendo aliados, como Viatcheslav Molotov, Kliment Vorochilov e Mikhail Kalinin. Trotsky é expulso do Politburo em sua totalidade em 1926. O XIV Congresso também viu o início do desenvolvimento do culto à personalidade de Stalin; com Stalin sendo chamado de "líder" pela primeira vez e se tornando motivo de elogios efusivos dos delegados.
Trotsky, Zinoviev e Kamenev formam uma Oposição Unificada contra a política de Stalin e Bukharin, mas tinham perdido influência, como resultado das disputas internas do partido e em 1927, Trotsky, Zinoviev e Kamenev são expulsos do Comité Central. Em novembro, antes do XV Congresso do Partido, Trotsky e Zinoviev são expulsos do Partido Comunista, com Stalin procurando negar a Oposição qualquer possibilidade de tornar pública a sua luta. Quando o Congresso finalmente foi convocado em 1927, Zinoviev capitulou e denunciou Stalin antes de se juntar à oposição como "anti-leninista" e os poucos membros restantes ainda leais à Oposição foram submetidos a insultos e humilhações. No início de 1928, Trotsky e outros dirigentes da Oposição de Esquerda tinham sido condenados ao exílio interno.
Stalin passa a atacar Bukharin apropriando-se das críticas de Trotsky sobre as políticas de direita e promoveu uma nova linha geral, favorecendo a coletivização do campesinato e da industrialização acelerada forçando Bukharin e seus simpatizantes a formar uma Oposição de Direita.
Na reunião do Comité Central realizada em 1928, Bukharin e seus partidários argumentaram que as novas políticas de Stalin poderiam causar uma ruptura com o campesinato. Bukharin também referiu-se ao Testamento de Lenin. Enquanto Bukharin tinha o apoio da organização partidária de Moscou e a liderança dos comissariatos, o controle de Stalin de vários secretariados foi decisivo, pois deu a Stalin o poder para manipular as eleições partidárias em todo o país dando-lhe o controle sobre grande parte Comité Central. A Oposição de Direita foi derrotada e Bukharin tentou formar uma aliança com Kamenev e Zinoviev, mas já era tarde demais.